# Asparagus fallax
Asparagus fallax — вид рослин із родини холодкових (Asparagaceae). Етимологія: лат. fallax — «оманливий», ймовірно, тому, що його довгий час плутали з іншим подібним видом.

## Біоморфологічна характеристика

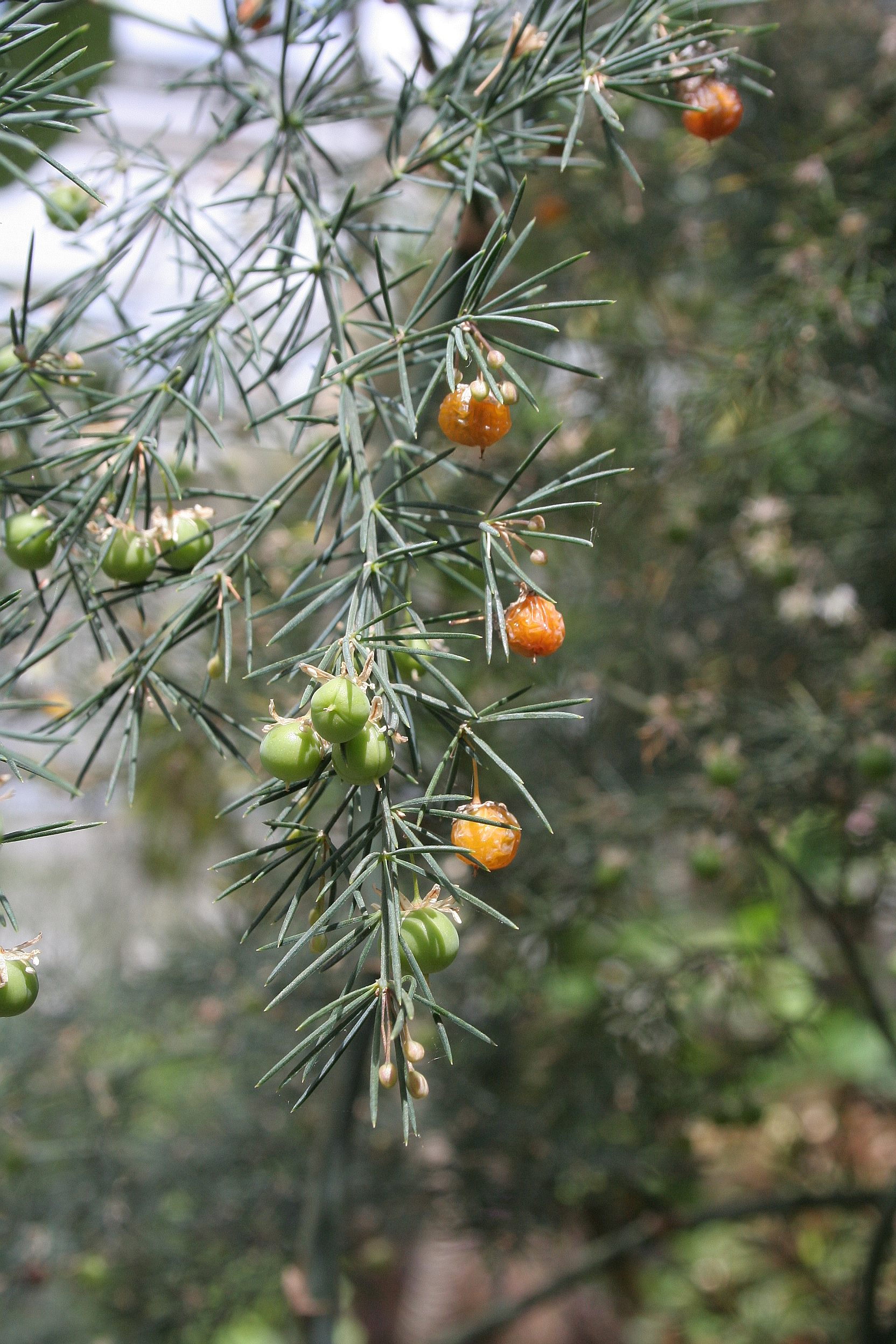

Вид вирізняється тим, що це рослина з більш-менш прямовисними стеблами, які згодом стають скрученими, з численними короткими, не шипуватими кладодіями і суцвіттями з нечисленними квітками, у яких листочки оцвітини мають розмір 3–4 мм. Це багаторічна рослина, яка запилюється комахами і цвіте переважно влітку.

## Середовище проживання
Ендемік Канарських островів (Ла Гомера і Тенерифе).
Зростає в добре збережених лаврових лісах Анага (Тенерифе) і Національного парку Гарахонай (Ла Гомера) у вологих і тінистих районах на висоті від 600 до 1200 метрів. На Ла Гомері цей вид можна зустріти в лісах, які деградували. Іноді його можна зустріти на більш відкритих ділянках на кордонах лісових доріг. Його загальна площа становить трохи більше 10 км².

## Загрози й охорона
Загрозами є випас, порушення з боку відвідувачів, локальні зсуви та конкуренція з боку інвазивних видів, гібридизація зі спорідненими видами. Більшість субпопуляцій зустрічається на заповідних територіях; однак на цих ділянках необхідний постійний моніторинг та управління.